# 日本赤軍
日本赤軍（にほんせきぐん、英: Japanese Red Army）は、1971年5月30日から2001年まで存在した日本の新左翼（極左）系の国際武装ゲリラ組織、テロ組織。
1971年に共産主義者同盟赤軍派の重信房子、京大パルチザンの奥平剛士らがパレスチナでパレスチナ解放人民戦線(PFLP)への国際義勇兵（アラブ赤軍）として結成し、1974年に公式に「日本赤軍」と名乗り、1980年代にかけて、東側諸国や中東諸国からの支援を受けて多数の武装闘争事件（日本赤軍事件）を起こしたが、2001年に重信自身が解散を表明した。2022年5月時点で7人が国際手配（国際指名手配）中。
赤軍派は世界革命の一環としての日本革命を主張し、国際根拠地論により中東諸国からの支援を受けて海外に拠点を置いた。日本国公安調査庁は「テロ組織」と呼んでいる。後継の市民団体はムーブメント連帯（旧連帯）。
なお、1970年のよど号ハイジャック事件は共産主義者同盟赤軍派の起こした事件、1971年以降の山岳ベース事件やあさま山荘事件は連合赤軍の起こした事件である。

## 歴史

### 前史

#### 共産主義者同盟
六全協で方針転換した日本共産党による全学連への指導は学生党員から反発を呼んだ。六全協による方向転換後に日本共産党は全学連などの学生運動を日常要求路線・身の周り主義へと指導しようとしたことは、全学連の日本共産党からの決別と共産主義者同盟（ブント）の誕生の原因となった。
全学連の主流派が1958年12月に日本共産党を離脱し、新左翼系の共産主義者同盟（ブント）が結成された。これを第一次ブントと呼ぶ。共産主義者同盟は60年安保闘争を主導したが、指導責任を巡る内部争いで分裂・解体された。
重信は高校卒業後に会社員生活を送りながら1965年に明治大学夜間部に入学した。そして学友の復学闘争をきっかけに学生運動に没頭、1969年に共産主義者同盟（ブント）の結成に加わった。
1966年に共産主義者同盟は再建され（第二次ブント）、重信は学生と機動隊が衝突した1967年の「羽田闘争」にも参加し、「救援部隊」として催涙ガスの痛みに効くとされたカットレモンを配る役目をしている。

#### 共産主義者同盟赤軍派
1969年の4・28沖縄デー闘争を敗北と総括した「共産主義者同盟（第二次ブント）」は、暴力闘争方針への賛否で内部対立が深刻化した。そのため、同年9月に塩見孝也率いる同盟内最左派が離脱し、共産主義者同盟赤軍派（赤軍派）が設立された。共同通信によると1969年頃には重信は教師になるという夢を捨て、武装闘争を主張するブントのグループに所属し、赤軍派の結成に加わっている。
同年11月の佐藤首相訪米阻止闘争を前に武装蜂起するとの闘争方針（前段階武装蜂起論）を主張し、70年安保闘争を事実上の決戦と位置付けた。その準備に着手したが、大菩薩峠事件等での大量逮捕を受けて失敗した。当該の大量逮捕を受けて、塩見孝也は「社会主義国家等に根拠地を建設、国際的支援を受けて、日本革命を達成する」「海外にも運動拠点と同盟軍を持つ必要がある」との「国際根拠地論」を唱えた。1970年3月31日には獄外グループの一部である田宮髙麿軍事委員長ら9人が1970年によど号ハイジャック事件を起こして日本から北朝鮮へと出国したが、塩見孝也などの幹部への相次ぐ検挙などで組織体系は混乱していった。また、母体となった第二次ブントも70年安保闘争を主導した後、1970年には多数のセクトに分裂・再解体された。
一方で中東のパレスチナではイスラエルの占領に反対するパレスチナ解放機構などの武装闘争が続いており、パレスチナ解放人民戦線（PFLP）と共に1968年のエル・アル航空426便ハイジャック事件、1970年のPFLP旅客機同時ハイジャック事件などを起こしていた。

### 結成
1971年2月26日、赤軍派の重信房子、元「京大パルチザン」の奥平剛士らは、赤軍派の「国際根拠地論」に基づき偽装結婚してパレスチナへ赴き、PFLPへ国際義勇兵として参加したが、当時は独立した組織との認識は共有されておらず、自称も「アラブ赤軍」、「赤軍派アラブ委員会」、「革命赤軍」等であった。しかしPFLPにはドイツからも「赤軍派」を名乗る組織（ドイツ赤軍）が義勇兵として参加していたため、区別の為に重信らは1974年頃より「日本赤軍」を名乗るようになった。
なお日本に残った赤軍派の獄外グループの非公然部隊は、後に京浜安保共闘と合流して連合赤軍を結成し、山岳ベース事件やあさま山荘事件を起こすこととなった。

### 活動活発化
当初はレバノンのベッカー高原を主な根拠地に軍事訓練を含む活動を行った。また足立正生・若松孝二ら映画製作者をパレスチナに招き、映画『赤軍-PFLP世界戦争宣言』の製作に協力した。
1972年2月の連合赤軍によるあさま山荘事件では、『赤軍派の同志諸君ならびに連合赤軍の同志諸君そして友人たちへ』を発表し、共産同赤軍派からの訣別と、独自の立場での革命運動展開を宣言した。
1972年5月30日のテルアビブ空港乱射事件では、パレスチナの武装グループらと連携して、イスラエルのロッド空港（現ベン・グリオン国際空港）で搭乗客や駐機中の旅客機を対象にした無差別乱射を行い、一般市民を中心に100人以上の死傷者を出した。
この事件はPFLP主導の作戦で日本人メンバーは義勇兵参加であったが、「日本の赤軍派」（Japanese Red-Army）、後には「日本赤軍」とも報道され、中東・欧米・日本などで注目された。また、イスラエルの空港で乱射という生還の期待できない最初から自分の命を引き換えに成果を獲得しようとした行為は、パレスチナの人々には衝撃的で、後の自爆テロというジハードのあり方にも影響を与えたという意見もある（ただし「日本赤軍」との自称は1974年以降であり、京都パルチザン出身で奥平らと軍事訓練を受けた檜森孝雄と和光晴生は「リッダ闘争」の実施主体はあくまで京大パルチザンであると証言。和光は重信がPFLFの中での自身の地位を上げるために出身母体である赤軍派の名を利用したと主張している）。
1970年代から1980年代にかけて、上記のテルアビブ空港乱射事件を含めた多数の日本赤軍事件を起こした。
初期の活動はPFLPの分派組織であり、KGBに支援された海外ゲリラ部門の「パレスチナ解放人民戦線・外部司令部」（PFLP-EO）に指導される形であったが、1974年以降は重信房子と丸岡修を中心とした独自の闘いを模索、「アラブ赤軍」などの通称で知られたこの組織が正式に「日本赤軍」を名乗るようになった。
ダッカ・ハイジャック事件などで、以前に逮捕されていた過激派グループのメンバーなどの釈放を要求した。1977年のダッカ日航機ハイジャック事件当時の日本は、テロ事件に対応できる体制が十分に整っておらず、日本航空の旅客機が乗っ取られてしまった。日本赤軍の要求に従い、拘束されていた過激派のメンバーなど6人を釈放するとともに600万ドルの身代金を支払うという「超法規的措置」という異例の措置を取った。

### 日本赤軍への反感と活動の先細り
これらの日本赤軍が起こした数々のテロ事件やハイジャック事件がきっかけとなり、日本の警察当局は特殊部隊（SAT）を発足させている。
マスコミからの注目と一部の文化人や活動家らからの称賛を浴びたが、この様な極端かつ過激な活動に対して日本国民からの支持は最初から殆ど無く、さらに連合赤軍事件や日本赤軍のイスラエル・テルアビブ空港乱射事件のような凶悪な行動は、確実に日本社会に学生運動や新左翼運動に対するマイナスイメージを植え付けていった。
さらにPFLF-EOのワディ・ハダッドの失脚と死によって活動は停滞。重信ら指導部と和光などのメンバーとの内部対立も深刻化した。
1981年のヤーセル・アラファートPLO議長訪日に際し、後藤田正晴が日本に対する日本赤軍によるハイジャックをやめさせるよう申し入れ、PLO東京事務所の所長から「絶対にやらせません」と回答を得ている。
その後も1980年代中盤にかけて、いくつかの武装ゲリラ活動をリビアの支援を得てPFLFの分派であり、PLOとは敵対する立場のパレスチナ解放人民戦線総司令部 (PFLP-GC）と連携し、他の組織と共に『反帝国主義国際旅団（AIIB）』名あるいは『聖戦旅団機構（OJB）』名でアジア諸国やヨーロッパ諸国を舞台に引き起こした。「三井物産マニラ支店長誘拐事件」などにおいて他の武装組織への協力を行ったが、アラブ諸国政府や東側諸国政府からの支援減少、また欧米各国やイスラエル、日本などの西側諸国の対テロ対策や資金規制の厳重化などにより、活動は先細りとなっていった。
1980年代後半以降には、新規の支持者や支援者の獲得困難、またイスラエルや西側諸国と対立していたアラブ諸国政府や東側諸国政府、各国の反政府組織からの資金協力や活動提携がほぼ完全に途絶えたこともあり、1990年代に入ると「日本赤軍」としての活動はほとんど行えない状況となった。主要メンバーは本拠地のベカー高原を離れ、各地に分散して拠点を置くこととなった。

### 壊滅
1990年に東側諸国のブルガリアにある米国大使館の爆破を狙ったがブルガリア警察に阻止され、PFLF-GCと共にシリアの庇護下にあったものの、西側諸国との摩擦を避けたいシリア側の意向で表だった活動は行えず、さらに1980年代後半から1990年代後半にかけて、潜伏し地下活動を続けていた丸岡修や和光晴生等の中心メンバーが相次いで逮捕され、今や古臭くなった理論に対する支援者もどんどん減り、1990年代後半には組織は完全に壊滅状態に追い込まれた。
- 1987年11月：東京都内で潜伏していた丸岡修が逮捕された。
- 1988年6月：丸岡修の関係者からフィリピンに偽名を使い貿易商として生活していた泉水博が割り出され、逮捕された。
- 1995年3月：ルーマニアに潜伏中の浴田由紀子が発見され、国外退去処分となり逮捕された。 日系ペルー人を装いペルーの偽造旅券を所持していた。
- 1996年6月：ペルーに潜伏中の吉村和江が発見され、国外退去処分となり逮捕された。
- 1996年9月：ネパールに潜伏中の城崎勉が発見され拘束された。
- 1997年2月：レバノンに潜伏中の和光晴生、足立正生、山本万里子、戸平和夫、岡本公三が発見され拘束された。戸平が所持していたのは北朝鮮とよど号グループによって拉致されたとされる石岡亨名義の偽造旅券であった。岡本を除く4人は日本へと送還された。
- 1997年11月：ボリビアに潜伏中の西川純が発見され逮捕された。

2000年11月には「最高指導者」の重信房子も、密かに帰国しており、潜伏していた大阪府高槻市で旅券法違反容疑で大阪府警警備部公安第三課によって逮捕された。その際に、押収された資料により1991年から日本での武力革命を目的とした「人民革命党」及びその公然活動部門を担当する覆面組織「希望の21世紀」を設立していたこと、またそれを足がかりとして社会民主党（旧日本社会党）との連携を計画していたことが判明したと新聞等で報じられた。
「希望の21世紀」は同事件に関連し警視庁と大阪府警の家宅捜索を受けたが、日本赤軍との関係を否定している。社会民主党区議自宅なども「希望の21世紀」の関連先として同時に捜索を受けたが、社会民主党は「何も知らなかったが事実関係を調査する」として関係があったことを否定した。

### 解散
2001年4月に重信は獄中から「日本赤軍としての解散宣言」を行い、解散表明した。警察庁は重信房子の獄中解散宣言文書の公表に対して、革命のための武装闘争を完全否定せずに、逃亡中の7人のメンバーに言及しなかったこと、を指摘している。日本赤軍は、最高幹部重信房子の逮捕を受け、組織の建て直しと新活動拠点構築を最大の関心事として取り組んでいる。日本の警察当局は、日本赤軍の残党はテロ組織としての性格を堅持しているため、危険性に変わりはなく、逃亡中のメンバーの早期発見・逮捕、活動実態の把握に努めている。
後継組織
2001年12月には日本赤軍の公然面での後継組織「連帯」が結成されている。結成宣言において、「私たちは闘いの歴史を継承する」とし、「日本人の3戦士が命をかけた連帯の証として、決死作戦のリッダ闘争が戦い抜かれました。その闘いは、日本では単なる『テロ行為』としてしか伝えられませんでした。しかし、抑圧と虐殺の最中にあった、パレスチナ解放闘争の正義と祖国を希求するアラブ・パレスチナの人々には新たな息吹を与えました」とテルアビブ空港乱射事件を評価している。2003年1月以後に、同名組織が存在していたために「ムーブメント連帯」と改称している。

### 解散後
重信房子は産経新聞のインタビューで「世界を変えるといい気になっていた。多くの人に迷惑をかけていることに気づいていなかった。大義のためなら何をしても良いという感覚に陥っていた」と自己批判している（但し、テルアビブ空港乱射事件など殺人事件への見解は変えていない）。
ハーグ事件等に関与し1979年に日本赤軍を脱退した和光晴生は、2005年に元メンバーの山本万里子がさきイカを万引きして逮捕されたニュースを受けて、「この件は日本赤軍の実態・実状を示したものであり、かつてヨーロッパで商社員誘拐未遂だとか、大使館占拠や飛行機乗っ取り等を実行してきた組織には、反社会的・反人民的性格があった」と述懐、自己の過去を含め批判した。その後も日本赤軍の過去の内情に批判的な著作を出している。
2022年5月28日に懲役20年の刑期を満了し出所した重信は、市民活動は考えていないこと、平和に穏やかに暮らしたいこと語っている。出所現場には50人ほどの記者やカメラマンが集まった際には「半世紀前にはなったが、人質を取るなど、自分たちの戦闘を第一にしたことによって見ず知らずの人に被害を与えたことがあった。古い時代とはいえ、この機会におわびする。そのことを自分の出発点としてすえていきたい」と謝罪した一方、「自分が『テロリスト』だと考えたことはない」と主張した。更に、自身の出所後も国際手配されている日本赤軍メンバー7人について「手配を取り下げることによって、日本に帰れるようになることを願っている」「必要とされる場で生き抜いてほしい」などとした。」と述べた。
2022年6月2日、中村格警察庁長官は記者会見で、日本赤軍の解散は形だけであり、テロ組織としての危険性が無くなったとみることは到底できないとし、引き続き残る逃亡中のメンバーの検挙に努力していくことを表明している。また、メンバーが高齢化したことを踏まえ、70歳前後となった顔立ちを想定した似顔絵ポスターが公開された。

## 主なメンバー
| 氏名         | 立場 | 参加   | 出身 | 主な日本赤軍事件への関係 | 主な日本赤軍事件への関係     | 主な日本赤軍事件への関係 | 主な日本赤軍事件への関係 | 主な日本赤軍事件への関係     | 主な日本赤軍事件への関係 | 判決とその後 |
| 氏名         | 立場 | 参加   | 出身 | テルアビブ空港乱射事件   | ドバイ日航機ハイジャック事件 | ハーグ事件               | クアラルンプール事件     | ダッカ日航機ハイジャック事件 | ジャカルタ事件           | 判決とその後 |
| ------------ | --- | ------ | --- | ------------------------ | ---------------------------- | ------------------------ | ------------------------ | ---------------------------- | ------------------------ | --- |
| 重信房子     | 最高幹部 政治委員 | 1971年 | 赤軍派 |                          |                              | ○                        |                          |                              |                          | 懲役20年（2022年5月28日満期出所） |
| 奥平剛士     | 最高幹部 軍事委員 | 1971年 | 京大パルチザン | ○                        |                              |                          |                          |                              |                          | テルアビブで死亡 |
| 丸岡修       | 軍事委員 | 1972年 | 浪共闘及びベ平連 |                          | ○                            |                          | ○                        | ○                            |                          | 無期懲役（2011年5月死去） |
| 和光晴生     | 軍事委員 | 1973年 | 若松プロダクション社員 |                          |                              | ○                        | ○                        | ○                            |                          | 無期懲役（2023年11月4日死去） |
| 奥平純三     | 軍事委員 | 1974年 | 京大パルチザン |                          |                              | ○                        | ○                        |                              |                          | 国外逃亡（国際手配）中 |
| 安田安之     | | 1971年 | 京大パルチザン | ○                        |                              |                          |                          |                              |                          | テルアビブで死亡 |
| 岡本公三     | | 1972年 | | ○                        |                              |                          |                          |                              |                          | 国外逃亡（国際手配）中 |
| 西川純       | 軍事委員 | 1973年 | |                          |                              | ○                        |                          | ○                            |                          | 無期懲役（服役中） |
| 日高敏彦     | 軍事委員 | 1971年 | |                          |                              |                          | ○                        |                              |                          | ヨルダンで逮捕後、自殺 |
| 坂東國男     | | 1975年 | 連合赤軍 |                          |                              |                          |                          | ○                            |                          | 国外逃亡（国際手配）中 |
| 佐々木規夫   | | 1975年 | 東アジア反日武装戦線 |                          |                              |                          |                          | ○                            |                          | 国外逃亡（国際手配）中 |
| 大道寺あや子 | | 1977年 | 東アジア反日武装戦線 |                          |                              |                          |                          |                              |                          | 国外逃亡（国際手配）中 |
| 浴田由紀子   | | 1977年 | 東アジア反日武装戦線 |                          |                              |                          |                          |                              |                          | 懲役20年（2017年3月釈放） |
| 泉水博       | | 1977年 | 統一獄中者組合 |                          |                              |                          |                          |                              |                          | 無期懲役（2020年3月死去） |
| 仁平映       | | 1977年 | 統一獄中者組合 |                          |                              |                          |                          |                              |                          | 国外逃亡（国際手配）中 |
| 城崎勉       | | 1977年 | 赤軍派 |                          |                              |                          |                          |                              | ○                        | アメリカ合衆国で懲役30年。2015年、刑期短縮により釈放。強制退去処分となり、日本到着後に逮捕。殺人未遂罪・現住建造物等放火容疑で懲役12年（2024年7月20日死去）。（本人は日本赤軍メンバーであることを否定）。 |
| 松田久       | | 1975年 | 赤軍派 |                          |                              |                          |                          |                              |                          | 国外逃亡（国際手配）中 |
| 山田修       | | 1971年 | 京大パルチザン |                          |                              |                          |                          |                              |                          | 1972年、訓練中に死亡 |
| 檜森孝雄     | 奥平らと訓練を受けていたが、山田修の水死後に帰国し、国内で丸岡や岡本をオルグ。別組織 (共産主義者同盟火花派）を立ち上げ活動していたが、丸岡逮捕後は支援活動に専念 | 1971年 | 京大パルチザン |                          |                              |                          |                          |                              |                          | 2002年、焼身自殺 |
| 足立正生     | 政治委員 | 1974年 | 映画監督 （若松プロダクション所属）                                                                                        |                          |                              |                          |                          |                              |                          | 懲役2年・執行猶予4年 |
| 戸平和夫     | 軍事委員 |        | 赤軍派 |                          |                              |                          |                          |                              |                          | 懲役2年6ヶ月（2003年5月満期出所） |
| 山田義昭     | 軍事委員 | 1973年 | |                          |                              |                          | ○                        |                              |                          | 1986年2月出頭、懲役1年4ヶ月 |
| 山本万里子   | |        | 日系百貨店のパリ支店に勤務しながら、高橋武智らとともに欧州内での協力者として日系商社員誘拐計画に関与し、連絡役を担っていた |                          |                              |                          |                          |                              |                          | 懲役2年6ヶ月・執行猶予5年。 |
| 吉村和江     | 政治委員 | 1971年 | 労働者共産主義委員会（怒涛派）                                                                                             |                          |                              |                          |                          |                              |                          | 懲役2年6ヶ月・執行猶予4年、被拘禁者奪取罪。国際手配され、ペルーで逮捕・送還。 |
| 菊村憂       | 正式メンバーか不明 |        | |                          |                              |                          |                          |                              |                          | 1988年、アメリカ合衆国で爆発物所持で逮捕。19年服役後の2007年、日本に強制送還。偽造有印公文書行使容疑で懲役2年・執行猶予4年。                                                                              |

## 関連作品

### 小説
- 『食卓のない家』 - 円地文子の小説。（1979年 新潮社）
- 『戒厳令1988年ソウル 国際情報小説』 - 落合信彦の小説。（1986年 光文社）
- 『ケネディ空港着陸不能』 - ウォルター・ウェイジャーの小説。ジョン・F・ケネディ国際空港を襲撃するテロリストに日本赤軍の残党が加わっている。1990年のアメリカ映画『ダイ・ハード2』の原作だが、映画は設定が大幅に変更されており、日本赤軍の残党は登場しない。（1987年　二見文庫）
- 『核ジャック1988』- 豊田有恒の小説。（1988年 集英社）
  - 『核ジャッカー追跡』-（『核ジャック1988』を改題。1994年 ケイブンシャ文庫）
- 『デッドリー・フライト96―LA空港奪回作戦』- 毛利元貞の小説。コロンビアの麻薬カルテルに依頼され、日本赤軍メンバーがロサンゼルス空港でハイジャック事件を起こす。（1995年 ワニ・ノベルス）
- 『エウスカディ』- 馳星周の小説。（2010年 角川書店【上・下】）
  - 『殉狂者』（『エウスカディ』を改題。2014年 角川文庫【上・下】）

### 映画

#### 実際に起きた出来事をベースにしたもの
- 『赤軍－PFLP・世界戦争宣言』- 1971年、著名な支援者である若松孝二と後にメンバーとなる足立正生によるドキュメンタリー作品。若松と赤軍派シンパの若者たちによって全国で真っ赤に塗ったマイクロバス「赤バス隊」と呼ばれる上映運を展開した。初期の赤バス隊には後に連合赤軍の山岳ベース事件で虐殺された遠山美枝子がおり[33]、若松の下で撮影助手をしていた和光晴生は赤バス隊の常駐メンバーであり、鹿児島大学での上映会に見に来て、映画に共鳴、赤バス隊に参加したのが岡本公三だった[34]。
- 『食卓のない家』- 1985年の日本映画。
- 『幽閉者 テロリスト』 - 2007年、構成員だった足立正生の強制送還後初の監督作品。岡本公三を描く。
- 『コードネーム：カルロス 戦慄のテロリスト』（テレビ映画）- 2010年、フランス製作、オリヴィエ・アサヤス監督作品。ハーグ事件を詳細に描いている。
- 『カルロス』（映画）- 2010年、フランス製作　上記TVシリーズの劇場公開版。
- 『革命の子どもたち』 - 2010年、イギリス、重信房子の娘重信メイとドイツ赤軍のリーダーウルリケ・マインホフの娘を描いたドキュメンタリー。
- 『重信房子、メイと足立正生のアナバシス そしてイメージのない27年間』- 2011年、フランス、足立正生に多大な影響を受けたフランス人映像作家エリック・ボードレールによる映像アンソロジー。

他、ダッカ事件、重信房子、岡本公三に関するテレビドキュメンタリー番組多数。

#### フィクション
- 『レスリー・チャン 嵐の青春』- 1982年の香港映画。日本赤軍から逃亡した元テロリストとその追手という日本人が登場する。日本赤軍という名前で出てくるが些か連合赤軍との混同が見られる。
- 『マギー・チャンのドッカン爆弾娘』- 1985年の香港映画。自家製爆弾を買おうとする相手として登場する。
- 『十福星』- 1986年の香港映画。香港で武器売買する組織として、メインの悪役として登場する。
- 『香港・東京特捜刑事』- 1988年の香港映画。東京から香港に逃亡した宝石店強盗として登場。

## 関連書籍
- 足立正生『塀の中の千夜一夜　アラブ獄中記』愛育社、2005年9月、ISBN 4750002321
- 石井一『ダッカハイジャック事件　日本赤軍との闘い』講談社、1978年5月2日。NDLJP:12066971。
- 河出書房新社（編）『赤軍 1969→2001　総特集』河出書房新社、2001年1月、ISBN 4309976018
- 今野正義『槐夢　「赤軍」誕生から終焉までの軌跡　ドキュメント』碧天舎、2004年1月、ISBN 4883464571
- 塩見孝也『赤軍派始末記　元議長が語る40年』彩流社、2003年3月、ISBN 4882027984
- 世界革命戦線情報センター、査証編集委員会 共編『隊伍を整えよ 日本赤軍宣言』査証出版、1975年6月30日。NDLJP:12244283。
- 高木規矩郎『日本赤軍を追え 「ドキュメント」中東記者15年の取材ノート』現代評論社、1986年2月25日。NDLJP:11927368。
- 日本赤軍（編著）『日本赤軍20年の軌跡』話の特集、1993年5月、ISBN 4826401302
- 松下竜一『怒りていう、逃亡には非ず　日本赤軍コマンド泉水博の流転』河出書房新社、1993年12月、ISBN 4309008739、河出文庫: 1996年2月、ISBN 4309404723、松下竜一その仕事刊行委員会版: 河出書房新社、2000年9月、ISBN 4309620736
- 和光晴生『赤い春―私はパレスチナ・コマンドだった』集英社インターナショナル 2007年10月 ISBN 4797671688
- 重信房子『日本赤軍私史　パレスチナと共に』河出書房新社 2009年7月 ISBN 978-4309244662
- 和光晴生『日本赤軍とは何だったのか―その草創期をめぐって』彩流社 2010年5月 ISBN 978-4779114786
- 小嵐九八郎編 『日本赤軍！世界を疾走した群像』図書新聞 2010年9月 ISBN 978-4886114365
- 佐々淳行 『ザ・ハイジャック　日本赤軍とのわが「七年戦争」』文藝春秋 2010年11月 ISBN 978-4163733203
- 原渕勝仁 『若松孝二と赤軍レッド・アーミー』 世界書院 2016年7月 ISBN 4792795702